# Nauru van A tot Z

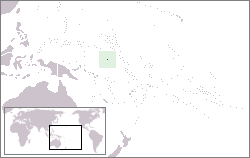
Locatie van Nauru

## A
Aiwo - Anabar - Anetan - Anibare - Australië - Austronesische talen

## B
Baiti - Boe (Nauru) - Buada - Buadalagune

## C
Centraal-Oostelijke talen (Malayo-Polynesisch) - Command Ridge

## D
Sheba Deireragea - Denigomodu - Districten van Nauru

## E
Engels - Ewa

## G
Germaanse talen - Geschiedenis van Nauru - Grote Oceaan

## I
Ijuw - Indo-Europese talen - Internationale Luchthaven Nauru - ISO 3166-2:NR

## M
Malayo-Polynesische talen - Meneng - Meneng Hotel - Micronesië

## N
Nauru - Nauru Bwiema - Nauruaans - Nibok

## O
Oceanië - Oost-Malayo-Polynesische talen - Our Airline

## P
Yukio Peter

## S
Marcus Stephen

## U
Uaboe

## V
Verenigd Koninkrijk - Vlag van Nauru

## Y
Yaren